# 坂祝町コミュニティバス
坂祝町コミュニティバス（さかほぎちょうコミュニティバス）は、岐阜県加茂郡坂祝町が運行しているコミュニティバス。愛称はほぎもんバス。

## 概要
委託運行ではなく、町が直接運行する。
坂祝町民のみが無料で利用できる。
路線の一部は美濃加茂市に乗り入れる。

## ルート
美濃加茂市内のバス停の一部（市役所、中部国際医療センター）は、美濃太田駅発のバスは停車しない。

### 青コース
- 役場 - 黒岩公民館 - オークワ - 中央公民館 - JA坂祝 - 大針 - ゲンキー酒倉店 - バロー太田店 - 市役所 - 中部国際医療センター - 美濃太田駅

### 赤コース
- 役場 - 坂祝駅 - 勝山公民館 - オークワ - 中央公民館 - JA坂祝 - 保健センター - パジェロ正門 - ゲンキー酒倉店 - 市役所 - 中部国際医療センター - 美濃太田駅

## 運行日
- 運行日：月曜日～土曜日
- 運休日：日曜日、祝日、振替休日、年末年始（12月30日～1月3日）

## 歴史
- 1996年（平成8年）1月12日 - 坂祝町福祉バスが運行開始。利用者は坂祝町の高齢者限定であった。
- 2015年（平成27年） - 利用者を坂祝町民を対象とした坂祝町コミュニティバスとなる。名称は坂祝町福祉バスのまま変更されなかった。
- 2019年（平成31年）
  - 3月1日 - 坂祝町デマンドタクシーの運行を開始。
  - 4月1日 - 名称を坂祝町福祉バスからほぎもんバスに変更する。